# Trifurcula peloponnesica
Trifurcula peloponnesica is een vlinder uit de familie dwergmineermotten (Nepticulidae). De wetenschappelijke naam is voor het eerst geldig gepubliceerd in 2007 door van Nieukerken.
De soort komt voor in Europa.